# Сычуаньский углозуб
Сычуа́ньский углозу́б (лат. Batrachuperus pinchonii) — хвостатое земноводное из семейства углозубов (Hynobiidae), обитающее в Юго-Западном Китае.

## Описание
Хвост крепкий, короче туловища. Ноги длинные и сильные. На спине беспорядочно разбросанные (редко — образующие 3 чётких ряда) крупные тёмно-коричневые пятна.

## Распространение и образ жизни
Горные районы на западе провинции Сычуань и северо-западе провинции Юньнань на высоте 1500—3900 м над уровнем моря. Населяет горные потоки, изредка может быть встречен в окрестных лесах или болотистых лугах. Размножается как в ручьях, так и в горных озёрах.

## Состояние популяций
Пока что достаточно обычный вид, но существованию угрожает массовый сбор на нужды традиционной китайской медицины и кулинарии, а также загрязнение водоемов.